# 吾妻村 (栃木県)
吾妻村（あずまむら）は栃木県の南西部、足利郡に属していた村である。群馬県と境を接する。

## 地理
- 河川：渡良瀬川、出流川、旗川、才川

## 歴史
- 1889年（明治22年）4月1日 町村制施行により村上村、上羽田村、下羽田村、高橋村が合併し吾妻村となる。[1]
- 1955年（昭和30年）1月1日 佐野市へ編入され消滅。